# Parupeneus pleurostigma
Parupeneus pleurostigma is een straalvinnige vissensoort uit de familie van zeebarbelen (Mullidae). De wetenschappelijke naam van de soort is voor het eerst geldig gepubliceerd in 1831 door Bennett.